# Puchar Francji w piłce siatkowej mężczyzn (2019/2020)
Puchar Francji w piłce siatkowej mężczyzn 2019/2020 (fr. Coupe de France masculine de volley-ball 2019/2020) – 37. sezon rozgrywek o siatkarski Puchar Francji organizowany przez Francuski Związek Piłki Siatkowej (Fédération française de volley). Zainaugurowany został 22 października 2019 roku.
W rozgrywkach o Puchar Francji uczestniczyły drużyny z Ligue A, Ligue B oraz cztery drużyny z niższych lig, które doszły do półfinału Pucharu Francji amatorów w sezonie 2018/2019. Rozgrywki miały składać się z 1. rundy, 1/8 finału, ćwierćfinałów oraz turnieju finałowego. We wszystkich fazach rywalizacja toczyła się systemem pucharowym.
Turniej finałowy, składający się z półfinałów, meczu o 3. miejsce i finału, miał odbyć się w dniach 13-14 marca 2020 roku w Tuluzie. Ze względu na pandemię COVID-19 turniej finałowy w pierwotnym terminie został odwołany. Nowy termin ustalony został na 26-27 września. Ze względu na przypadki zakażeń wirusem SARS-CoV-2 z turnieju wycofały się kluby Paris Volley i Spacer’s de Toulouse. Z tego powodu miał odbyć się wyłącznie mecz finałowy. Tours VB jednak poinformował, że nie stawi się na spotkanie. Francuska federacja postanowiła ostatecznie odwołać turniej finałowy i przyznać puchar Stade Poitevin Poitiers. Klub z Poitiers przyjął trofeum.
Oprócz Pucharu Francji dla profesjonalistów odbywały się także rozgrywki o Puchar Francji amatorów dla drużyn grających w Elite i Nationale 2 oraz dla drużyn grających w Nationale 3 i ligach regionalnych. Francuski Związek Piłki Siatkowej ze względu na pandemię COVID-19 postanowił zakończyć oba turnieje bez wyłonienia zwycięzcy.

## System rozgrywek

### Puchar Francji PRO
W Pucharze Francji dla profesjonalistów uczestniczą 24 drużyny: 
- wszystkie kluby grajce w Ligue A (14),
- 6 drużyn, które zgłosiły się z Ligue B,
- półfinaliści Pucharu Francji amatorów w sezonie 2018/2019.

Rozgrywki składają się z 1. rundy, 1/8 finału, ćwierćfinałów oraz turnieju finałowego. We wszystkich rundach rozgrywany jest w ramach pary jeden mecz decydujący o awansie.
W 1. rundzie gra 16 drużyn: 5 najniżej sklasyfikowanych w sezonie 2018/2019 klubów Ligue A, 6 klubów z Ligue B oraz półfinaliści Pucharu Francji amatorów w sezonie 2018/2019. Gospodarzami spotkań są zespoły z niższych lig, a w przypadku, gdy obie drużyny występują w tej samej klasie rozgrywkowej – te, które zostały wylosowane w ramach pary jako pierwsze.
W 1/8 finału uczestniczy 8 drużyn, które awansowały z 1. rundy oraz 8 najwyżej sklasyfikowanych w sezonie 2018/2019 klubów w Ligue A. Zwycięzcy w parach uzyskują awans do ćwierćfinałów, po których rozgrywany jest turniej finałowy. Gospodarzem spotkania w ramach pary w 1/8 finału oraz ćwierćfinałach jest drużyna z niższej ligi. W przypadku, gdy obie drużyny występują w tej samej klasie rozgrywkowej, odbywa się losowanie wyłaniające gospodarza.
Turniej finałowy składa się z półfinałów, meczu o 3. miejsce oraz finału.

### Puchar Francji amatorów (Elite/Nationale 2)
W Pucharze Francji amatorów dla klubów grających w Elite i Nationale 2, tj. trzecim i czwartym poziomie rozgrywek klubowych we Francji, uczestniczy 10 drużyn, które zgłosiły się do rozgrywek. Rozgrywki składają się z dwóch rund oraz turnieju finałowego, w ramach którego rozgrywane są półfinały, mecz o 3. miejsce oraz finał.
W 1. rundzie w drodze losowania tworzone są pary. Jedna drużyna uzyskuje wolny los do 2. rundy. W ramach pary rozgrywa się jedno spotkanie decydujące o awansie. Gospodarzem spotkania jest drużyna z niższej ligi lub ta, która została wylosowana w ramach pary jako pierwsza.
W 2. rundzie drużyny zostają rozlosowane do dwóch grup. W każdej grupie znajdują się po trzy zespoły. Rozgrywają one między sobą po jednym spotkaniu. Awans do półfinału uzyskują po dwie najlepsze drużyny z każdej grupy. Półfinaliści otrzymują prawo gry w Pucharze Francji dla profesjonalistów w sezonie 2020/2021.
Pary półfinałowe tworzone są według klucza: A1 – B2, B1 – A2. Zwycięzcy półfinałów grają w meczu finałowym o Puchar Francji amatorów, natomiast przegrani rozgrywają mecz o 3. miejsce.

### Puchar Francji amatorów (Nationale 3/Régionale)
W Pucharze Francji amatorów dla klubów grających w Nationale 3 (tj. piątym poziomie rozgrywek klubowych we Francji) oraz ligach regionalnych, uczestniczy 15 drużyn, które zgłosiły się do rozgrywek. Rozgrywki składają się z 1. rundy, ćwierćfinałów oraz turnieju finałowego.
W 1. rundzie w drodze losowania tworzone są pary. Jedna drużyna uzyskuje wolny los do ćwierćfinału. Drużyny, które awansowały z 1. rundy oraz zespół, który wylosował wolny los, tworzą pary ćwierćfinałowe. Zwycięzcy w poszczególnych parach uzyskują awans do turnieju finałowego. W 1. rundzie i ćwierćfinałach gospodarzem spotkania jest drużyna z niższej ligi lub ta, która została wylosowana w ramach pary jako pierwsza.
W ramach turnieju finałowego rozgrywane są półfinały, mecz o 3. miejsce oraz finał.
We wszystkich rundach w ramach pary rozgrywa się jedno spotkanie decydujące o awansie.

## Drużyny uczestniczące

### Puchar Francji PRO
| Ligue A 14 drużyn          | Ligue A 14 drużyn |
| -------------------------- | ----------------- |
| Arago de Sète              | 1/8 finału        |
| AS Cannes                  | 1/8 finału        |
| Chaumont VB 52 Haute-Marne | ćwierćfinał       |
| GFC Ajaccio                | 1/8 finału        |
| Montpellier Castelnau UC   | ćwierćfinał       |
| Nantes Rezé MV             | ćwierćfinał       |
| Narbonne Volley            | ćwierćfinał       |
| Nice VB                    | 1/8 finału        |
| Paris Volley               | półfinał          |
| Rennes Volley 35           | 1/8 finału        |
| Spacer’s de Toulouse       | półfinał          |
| Stade Poitevin Poitiers    | zwycięstwo        |
| Tourcoing LM               | 1. runda          |
| Tours VB                   | finał             |

| Ligue B 6 drużyn    | Ligue B 6 drużyn |
| ------------------- | ---------------- |
| AS Illac VB         | 1. runda         |
| Grand Nancy VB      | 1. runda         |
| Martigues VB        | 1. runda         |
| Mende Volley Lozère | 1. runda         |
| Plessis Robinson VB | 1. runda         |
| Saint-Nazaire VBA   | 1. runda         |

| Elite 3 drużyny            | Elite 3 drużyny |
| -------------------------- | --------------- |
| Amiens Métropole VB        | 1. runda        |
| Stade Athlétique Spinalien | 1/8 finału      |
| VC Michelet Halluin        | 1/8 finału      |

| Nationale 2 1 drużyna | Nationale 2 1 drużyna |
| --------------------- | --------------------- |
| ASUL Lyon             | 1/8 finału            |

### Puchar Francji amatorów (Elite/Nationale 2)
| Elite 3 drużyny            | Elite 3 drużyny |
| -------------------------- | --------------- |
| Amiens Métropole VB        | 1. runda        |
| Conflans-Andrésy-Jouy VB   | —               |
| Stade Athlétique Spinalien | —               |

| Nationale 2 8 drużyn         | Nationale 2 8 drużyn |
| ---------------------------- | -------------------- |
| Aix Universite Club 13 VB    | 1. runda             |
| ASUL Lyon                    | —                    |
| Beauvais Oise UC             | 2. runda             |
| Orgerblon VB                 | 1. runda             |
| Strasbourg UC                | 1. runda             |
| VC Bellaing Porte du Hainaut | —                    |
| VC Hyères-Pierrefeu          | 2. runda             |
| Vésinet Saint-Germain VB     | 1. runda             |

### Puchar Francji amatorów (Nationale 3/Régionale)
| Nationale 3 8 drużyn        | Nationale 3 8 drużyn |
| --------------------------- | -------------------- |
| Besançon VB                 | 1. runda             |
| CPB Rennes 35               | 1. runda             |
| ESC Pipriac VB              | —                    |
| Kloar-Aven VB29             | —                    |
| Louviers VB                 | —                    |
| Sports Réunis de Creutzwald | —                    |
| VB Cesson-Chantepie-Vern    | 1. runda             |
| Volley Club de Gignac       | —                    |

| Régionale 7 drużyn               | Régionale 7 drużyn |
| -------------------------------- | ------------------ |
| AS Saint-Barthelemy d'Anjou VB   | 1. runda           |
| Entente Volley Beaucourt Sochaux | —                  |
| Le Crès Volley-Ball              | 1. runda           |
| Molsheim Olympique Club          | 1. runda           |
| Sète VBC                         | 1. runda           |
| SMOC Volley                      | —                  |
| Stade Marseillais UC             | 1. runda           |

## Puchar Francji PRO

### 1. runda
| 22.10.2019 20:00 (UTC+2) | Paris Volley | 3:2 (32:30, 22:25, 25:23, 18:25, 16:14) raport | Tourcoing LM | Salle Pierre Charpy, Paryż Sędziowie: Olivier Guillet i Sylvain Launois |

| 22.10.2019 20:00 (UTC+2) | Grand Nancy VB | 0:3 (18:25, 21:25, 23:25) raport | AS Cannes | Complexe sportif Marie Marvingt, Maxéville Sędziowie: Joel Hounnoukpe i Thierry Petitjean |

| 23.10.2019 20:00 (UTC+2) | Stade Athlétique Spinalien | 3:0 (25:22, 32:30, 25:18) raport | AS Illac VB | Complexe Sportif Viviani, Épinal Sędziowie: Didier Fromentin i David Pate |

| 22.10.2019 20:00 (UTC+2) | Amiens Métropole VB | 1:3 (25:19, 25:27, 14:25, 23:25) raport | Spacer’s de Toulouse | Coliseum, Amiens Sędziowie: Sylvain Carré i Didier Konarkowski |

| 22.10.2019 20:00 (UTC+2) | Martigues VB | 1:3 (25:23, 22:25, 23:25, 22:25) raport | Arago de Sète | Gymnase Julien Olive, Martigues Sędziowie: Attila Santosi i Cédric Vermande |

| 22.10.2019 20:00 (UTC+2) | ASUL Lyon | 3:2 (19:25, 22:25, 25:19, 25:22, 15:8) raport | Mende Volley Lozère | Petit Palais des sports de Gerland, Lyon Sędziowie: Frederic Khellaf i Adrien Cluzel |

| 22.10.2019 20:00 (UTC+2) | Saint-Nazaire VBA | 2:3 (25:21, 19:25, 25:23, 21:25, 12:15) raport | Narbonne Volley | Gymnase de Coubertin, Saint-Nazaire Sędziowie: David Carriere i Frédéric Paillat |

| 22.10.2019 20:00 (UTC+2) | VC Michelet Halluin | 3:1 (25:21, 28:26, 25:27, 25:17) raport | Plessis Robinson VB | Salle Michel Bernard, Halluin Sędziowie: Michel Abaziou i Atif Haboul |

### 1/8 finału
| 30.10.2019 20:00 (UTC+1) | Paris Volley | 3:2 (15:25, 22:25, 25:17, 25:23, 15:13) raport | Rennes Volley 35 | Salle Pierre Charpy, Paryż Sędziowie: Ehsan Rejaeyan i Mathilde Hayaux du Tilly |

| 29.10.2019 20:30 (UTC+1) | Nantes Rezé MV | 3:1 (17:25, 25:15, 25:23, 25:18) raport | AS Cannes | Gymnase Arthur Dugast, Rezé Sędziowie: Sylvain Launois i Franck Morchoisne |

| 29.10.2019 20:00 (UTC+1) | Stade Athlétique Spinalien | 0:3 (18:25, 21:25, 14:25) raport | Tours VB | Complexe Sportif Viviani, Épinal Sędziowie: Marc Bérard i Frédéric Praud |

| 29.10.2019 20:00 (UTC+1) | Chaumont VB 52 Haute-Marne | 3:2 (21:25, 22:25, 25:17, 25:19, 15:12) raport | GFC Ajaccio | Salle Jean Masson, Chaumont Sędziowie: Stéphane Vanderbeeken i Camille Gadenne |

| 29.10.2019 20:00 (UTC+1) | Spacer’s de Toulouse | 3:0 (25:16, 25:22, 26:24) raport | Arago de Sète | Palais des sports André-Brouat, Tuluza Sędziowie: Julien Bruxelles i Joseph Zgheib |

| 29.10.2019 20:00 (UTC+1) | ASUL Lyon | 1:3 (18:25, 28:26, 13:25, 19:25) raport | Montpellier Castelnau UC | Petit Palais des sports de Gerland, Lyon Sędziowie: Sylvain Vermande i Philippe Galant |

| 29.10.2019 20:00 (UTC+1) | Narbonne Volley | 3:2 (25:19, 23:25, 25:20, 21:25, 15:8) raport | Nice VB | Palais du Travail, Narbona Sędziowie: Fabrice Collados i Sébastien Bouacheria |

| 29.10.2019 20:00 (UTC+1) | VC Michelet Halluin | 0:3 (21:25, 19:25, 18:25) raport | Stade Poitevin Poitiers | Salle Michel Bernard, Halluin Sędziowie: David Carriere i Hervé Rozalski |

### Ćwierćfinały
| 05.11.2019 20:00 (UTC+1) | Paris Volley | 3:1 (25:21, 23:25, 28:26, 25:23) raport | Nantes Rezé MV | Salle Pierre Charpy, Paryż Sędziowie: Camille Gadenne i Stéphane Juan |

| 05.11.2019 20:00 (UTC+1) | Tours VB | 3:0 (25:22, 29:27, 27:25) raport | Chaumont VB 52 Haute-Marne | Salle Robert-Grenon, Tours Sędziowie: Joseph Zgheib i Patrick Raguet |

| 05.11.2019 20:00 (UTC+1) | Spacer’s de Toulouse | 3:2 (23:25, 25:22, 13:25, 25:23, 15:10) raport | Montpellier Castelnau UC | Palais des sports André-Brouat, Tuluza Sędziowie: Olivier Guillet i Fabrice Collados |

| 05.11.2019 20:00 (UTC+1) | Narbonne Volley | 0:3 (27:29, 30:32, 23:25) raport | Stade Poitevin Poitiers | Palais du Travail, Narbona Sędziowie: Christophe Vigneron i Alain Chouman |

### Półfinały
| 26.09.2020 18:00 (UTC+1) | Paris Volley | 0:3 (0:25, 0:25, 0:25) | Tours VB | Palais des sports André-Brouat, Tuluza Sędziowie: Olivier Guillet i Christophe Vigneron |

| 26.09.2020 21:00 (UTC+1) | Spacer’s de Toulouse | 0:3 (0:25, 0:25, 0:25) | Stade Poitevin Poitiers | Palais des sports André-Brouat, Tuluza Sędziowie: Stephane Vanderbeken i Marc Berard |

### Mecz o 3. miejsce
| 27.09.2020 15:00 (UTC+1) |  | mecz anulowany |  | Palais des sports André-Brouat, Tuluza Sędziowie: Christophe Vigneron i Olivier Guillet |

### Finał
| 27.09.2020 18:00 (UTC+1) | Tours VB | 0:3 (0:25, 0:25, 0:25) | Stade Poitevin Poitiers | Palais des sports André-Brouat, Tuluza Sędziowie: Marc Berard i Stephane Vanderbeken |

## Puchar Francji amatorów (Elite/Nationale 2)

### 1. runda
| 14.12.2019 20:30 (UTC+1) | Vésinet Saint-Germain VB | 1:3 (23:25, 25:21, 27:29, 16:25) raport | Beauvais Oise UC | Stade des Merlettes, Montesson Sędziowie: Nadi Ahmed Ali i Olivier Denis |

| 14.12.2019 20:00 (UTC+1) | Orgerblon VB | 1:3 (16:25, 16:25, 32:30, 21:25) raport | Conflans-Andrésy-Jouy VB | Salle Richard Dacoury, Orgères Sędziowie: Damien Kermabon i Morgane De Thy |

| 14.12.2019 20:00 (UTC+1) | VC Bellaing Porte du Hainaut | 3:1 (19:25, 25:20, 25:17, 25:16) raport | Amiens Métropole VB | Complexe Sportif Germinal, Bellaing Sędziowie: Atif Haboul i Virginie Roger Deldique |

| 14.12.2019 20:00 (UTC+1) | Strasbourg UC | 1:3 (21:25, 19:25, 25:18, 21:25) raport | Stade Athlétique Spinalien | Gymnase Adler, Strasburg Sędziowie: Hervé Kriegel i Christophe Fourel |

| 14.12.2019 20:30 (UTC+1) | VC Hyères-Pierrefeu | 3:2 (21:25, 25:19, 25:22, 16:25, 15:13) raport | Aix Universite Club 13 VB | Gymnase de Costebelle, Hyères Sędziowie: Fahim Mameri i Guy Tournaire |

|  | ASUL Lyon |  | wolny los |  |

### 2. runda

#### Grupa A
Tabela
| Lp. | Drużyna                      | Pkt | Mecze | Mecze | Mecze | Sety | Sety | Sety  | Małe punkty | Małe punkty | Małe punkty |
| Lp. | Drużyna                      | Pkt | M     | W     | P     | wyg. | prz. | ratio | zdob.       | str.        | ratio       |
| --- | ---------------------------- | --- | ----- | ----- | ----- | ---- | ---- | ----- | ----------- | ----------- | ----------- |
| 1 | Conflans-Andrésy-Jouy VB     | 4   | 2     | 2     | 0     | 4    | 1    | 4.000 | 113         | 84          | 1.345       |
| 2 | VC Bellaing Porte du Hainaut | 3   | 2     | 1     | 1     | 3    | 3    | 1.000 | 112         | 122         | 0.918       |
| 3 | Beauvais Oise UC             | 2   | 2     | 0     | 2     | 1    | 4    | 0.250 | 96          | 115         | 0.835       |
| Źródło: ffvbbeach.org (fr.) Zasady ustalania kolejności: 1. liczba zdobytych punktów; 2. wyższy stosunek setów; 3. wyższy stosunek małych punktów. Punktacja: zwycięstwo - 2 pkt; porażka - 0 pkt. Legenda: awans do półfinału |                              |     |       |       |       |      |      |       |             |             |             |

Wyniki spotkań
| 08.02.2020 17:00 (UTC+1) | Beauvais Oise UC | 1:2 (20:25, 27:25, 12:15) raport | VC Bellaing Porte du Hainaut | Salle Pierre-de-Coubertin, Beauvais Sędziowie: Atif Haboul i Cédric Decorde |

| 08.02.2020 19:00 (UTC+1) | Beauvais Oise UC | 0:2 (20:25, 17:25) raport | Conflans-Andrésy-Jouy VB | Salle Pierre-de-Coubertin, Beauvais Sędziowie: Cédric Decorde i Atif Haboul |

| 08.02.2020 20:20 (UTC+1) | VC Bellaing Porte du Hainaut | 1:2 (12:25, 25:23, 10:15) raport | Conflans-Andrésy-Jouy VB | Salle Pierre-de-Coubertin, Beauvais Sędziowie: Atif Haboul i Cédric Decorde |

#### Grupa B
Tabela
| Lp. | Drużyna                    | Pkt | Mecze | Mecze | Mecze | Sety | Sety | Sety  | Małe punkty | Małe punkty | Małe punkty |
| Lp. | Drużyna                    | Pkt | M     | W     | P     | wyg. | prz. | ratio | zdob.       | str.        | ratio       |
| --- | -------------------------- | --- | ----- | ----- | ----- | ---- | ---- | ----- | ----------- | ----------- | ----------- |
| 1 | ASUL Lyon                  | 4   | 2     | 2     | 0     | 4    | 0    | MAX   | 100         | 76          | 1.316       |
| 2 | Stade Athlétique Spinalien | 3   | 2     | 1     | 1     | 2    | 2    | 1.000 | 91          | 84          | 1.083       |
| 3 | VC Hyères-Pierrefeu        | 2   | 2     | 0     | 2     | 0    | 4    | 0.000 | 69          | 100         | 0.690       |
| Źródło: ffvbbeach.org (fr.) Zasady ustalania kolejności: 1. liczba zdobytych punktów; 2. wyższy stosunek setów; 3. wyższy stosunek małych punktów. Punktacja: zwycięstwo - 2 pkt; porażka - 0 pkt. Legenda: awans do półfinału |                            |     |       |       |       |      |      |       |             |             |             |

Wyniki spotkań
| 08.02.2020 17:00 (UTC+1) | ASUL Lyon | 2:0 (25:22, 25:19) raport | Stade Athlétique Spinalien | Petit Palais des sports de Gerland, Lyon Sędziowie: Gil Trojat i Damien Lhospitalier |

| 08.02.2020 18:30 (UTC+1) | Stade Athlétique Spinalien | 2:0 (25:22, 25:19) raport | VC Hyères-Pierrefeu | Petit Palais des sports de Gerland, Lyon Sędziowie: Damien Lhospitalier i Gil Trojat |

| 08.02.2020 20:00 (UTC+1) | ASUL Lyon | 2:0 (25:19, 25:16) raport | VC Hyères-Pierrefeu | Petit Palais des sports de Gerland, Lyon Sędziowie: Gil Trojat i Damien Lhospitalier |

### Półfinały
| 11.04.2020 17:00 (UTC+2) | Conflans-Andrésy-Jouy VB | mecz anulowany | Stade Athlétique Spinalien |  |

| 11.04.2020 20:00 (UTC+2) | ASUL Lyon | mecz anulowany | VC Bellaing Porte du Hainaut |  |

### Mecz o 3. miejsce
| 12.04.2020 11:00 (UTC+2) |  | mecz anulowany |  |  |

### Finał
| 12.04.2020 14:00 (UTC+2) |  | mecz anulowany |  |  |

## Puchar Francji amatorów (Nationale 3/Régionale)

### 1. runda
| 14.12.2019 19:30 (UTC+1) | Stade Marseillais UC | 3:0 (25:23, 25:20, 25:16) raport | Le Crès Volley-Ball | Gymnase Gibraltar, Marsylia Sędziowie: Frédéric Siegl i Lyes Moudache |

| 14.12.2019 20:00 (UTC+1) | Sète VBC | 1:3 (30:28, 24:26, 22:25, 23:25) raport | Volley Club de Gignac | Gymnase Ferrari, Sète Sędziowie: Said Mohamed i Brahim Krelifa |

| 14.12.2019 20:00 (UTC+1) | Kloar-Aven VB29 | 3:1 (25:18, 25:20, 24:26, 25:23) raport | CPB Rennes 35 | Salle des sports, Clohars-Carnoët Sędziowie: Jean-Michel Mathevet i Jean-Baptiste Graignic |

| 14.12.2019 20:00 (UTC+1) | ESC Pipriac VB | 3:0 (25:20, 25:22, 25:20) raport | VB Cesson-Chantepie-Vern | Salle des Terres Rouges, Pipriac Sędziowie: Cécilia Duchêne i Frédéric Duchêne |

| 14.12.2019 20:00 (UTC+1) | Entente Volley Beaucourt Sochaux | 3:1 (25:19, 20:25, 25:21, 25:23) raport | Besançon VB | Halle des sports, Sochaux Sędziowie: Frank Sifferlen i Noël Augey |

| 15.12.2019 14:00 (UTC+1) | Molsheim Olympique Club | 0:3 (15:25, 12:25, 19:25) raport | Sports Réunis de Creutzwald | Gymnase Joseph Hossenlopp, Molsheim Sędziowie: David Pate i Philippe Merck |

| 15.12.2019 15:00 (UTC+1) | SMOC Volley | 3:2 (25:22, 17:25, 22:25, 29:27, 15:8) raport | AS Saint-Barthelemy d'Anjou VB | Halle des sports, Saint-Jean-de-Braye Sędziowie: Dragan Percevic i Samuel Quinque |

|  | Louviers VB |  | wolny los |  |

### Ćwierćfinały
| 19.04.2020 15:00 (UTC+2) | Stade Marseillais UC | mecz anulowany | Volley Club de Gignac | Gymnase De La Rose Fuveau, Marsylia |

| 28.03.2020 20:00 (UTC+1) | ESC Pipriac VB | mecz anulowany | Kloar-Aven VB29 | Salle des Terres Rouges, Pipriac |

| 28.03.2020 20:00 (UTC+1) | SMOC Volley | mecz anulowany | Louviers VB | Halle des sports, Saint-Jean-de-Braye |

| 28.03.2020 20:00 (UTC+1) | Entente Volley Beaucourt Sochaux | mecz anulowany | Sports Réunis de Creutzwald | Halle des sports, Sochaux |

### Półfinały
|  |  | mecz anulowany |

|  |  | mecz anulowany |

### Mecz o 3. miejsce
|  |  | mecz anulowany |

### Finał
|  |  | mecz anulowany |